# Новела од капетана
„Новела од капетана” је југословенски ТВ филм из 1980. године.

## Улоге
| Глумац          | Улога         |
| --------------- | ------------- |
| Жужа Егрени     |               |
| Мише Мартиновић | Капетан Никша |